# 福岡県道246号沓尾大橋線
福岡県道246号沓尾大橋線（ふくおかけんどう246ごう くつおおおはしせん）は、福岡県行橋市を通る一般県道である。

## 概要
行橋市大字沓尾から行橋市大橋1丁目に至る。
行橋市大字沓尾 - 行橋市大字元永福岡県道25号門司行橋線と重複する。行橋市立今元小学校を過ぎると道幅が狭くなり、離合しにくい箇所もある。行橋市大字元永で福岡県道248号元永高瀬線、福岡県道249号中州平田線と交わり、今井渡橋を過ぎてしばらく行くと国道10号と交わる。行橋市大橋1丁目で福岡県道28号直方行橋線に接続して終点となる。
川越 - 今井渡橋までの区間は「市役所通り」とも呼ばれる。

### 路線データ
- 起点：福岡県行橋市大字沓尾（沓尾漁港付近）
- 終点：福岡県行橋市大橋1丁目（川越交差点、福岡県道28号直方行橋線交点、福岡県道211号行橋停車場線終点）

## 路線状況

### 重複区間
- 福岡県道25号門司行橋線（行橋市大字沓尾 - 行橋市大字元永）

### 道路施設

#### 橋梁
- 宮下橋（宮下川、行橋市）
- 東橋（祓川、行橋市）
- 江尻橋（江尻川、行橋市）
- 今井渡橋（今川、行橋市）

## 地理

### 通過する自治体
- 行橋市

### 交差する道路
| 交差する道路                                     | 交差する場所 | 交差する場所      |
| ------------------------------------------------ | ------------ | ----------------- |
| 福岡県道25号門司行橋線 重複区間起点              | 大字沓尾     |                   |
| 福岡県道25号門司行橋線 重複区間終点              | 大字元永     |                   |
| 福岡県道248号元永高瀬線                          | 大字元永     |                   |
| 福岡県道249号中州平島線                          | 大字真菰     |                   |
| 国道10号                                         | 大字金屋     | 金屋交差点        |
| 福岡県道28号直方行橋線 福岡県道211号行橋停車場線 | 大橋1丁目    | 川越交差点 / 終点 |

### 沿線
- 沓尾漁港
- 行橋市立今元小学校
- 行橋市立行橋中学校
- 行橋市役所